# Список птахів Сальвадору
Це перелік видів птахів, зафіксованих на території Сальвадору. Авіфауна Сальвадору налічує загалом 589 видів, з яких 134 види є випадковими, а 6 були інтродуковані людьми.

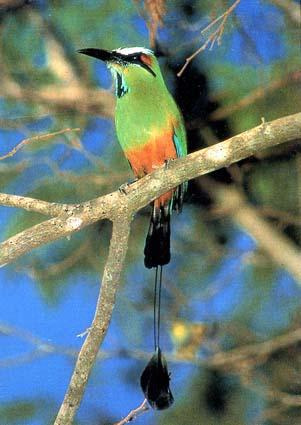
Момот рудочеревий (Eumomota superciliosa) є національним птахом Сальвадору

## Позначки
Наступні теги використані для виділення деяких категорій птахів.
- (А) Випадковий — вид, який рідко або випадково трапляється в Сальвадорі
- (I) Інтродукований — вид, завезений до Сальвадору як наслідок, прямих чи непрямих людських дій

## Тинамуподібні(Tinamiformes)
Родина: Тинамові (Tinamidae)
- Татаупа чагарниковий, Crypturellus cinnamomeus

## Гусеподібні(Anseriformes)
Родина: Качкові (Anatidae)
- Свистач червонодзьобий, Dendrocygna autumnalis
- Свистач рудий, Dendrocygna bicolor
- Гуска біла, Anser caerulescens (A)
- Качка мускусна, Cairina moschata
- Чирянка блакитнокрила, Spatula discors
- Чирянка руда, Spatula cyanoptera
- Широконіска північна, Spatula clypeata
- Свищ американський, Mareca americana
- Крижень звичайний, Anas platyrhynchos (I)
- Шилохвіст північний, Anas acuta
- Чирянка американська, Anas carolinensis (A)
- Попелюх американський, Aythya americana (A)
- Чернь канадська, Aythya collaris
- Чернь американська, Aythya affinis
- Турпан білолобий, Melanitta perspicillata (A)
- Крех середній, Mergus serrator (A)
- Савка маскова, Nomonyx dominicus (A)
- Савка американська, Oxyura jamaicensis

## Куроподібні(Galliformes)
Родина: Краксові (Cracidae)
- Чачалака східна, Ortalis vetula
- Чачалака білочерева, Ortalis leucogastra
- Пенелопа чубата, Penelope purpurascens
- Пенелопа мексиканська, Penelopina nigra  VU
- Кракс великий, Crax rubra  VU

Родина: Токрові (Odontophoridae)
- Перепелиця білолоба, Dendrortyx leucophrys
- Перепелиця чубата, Colinus cristatus
- Перепелиця-клоун західна, Cyrtonyx ocellatus (A)  VU
- Перепелиця довгопала, Dactylortyx thoracicus

## Пірникозоподібні(Podicipediformes)
Родина: Пірникозові (Podicipedidae)
- Пірникоза домініканська, Tachybaptus dominicus
- Пірникоза рябодзьоба, Podilymbus podiceps
- Пірникоза чорношия, Podiceps nigricollis (A)

## Голубоподібні(Columbiformes)
Родина: Голубові (Columbidae)
- Голуб сизий, Columba livia (I)
- Голуб жовтодзьобий, Patagioenas flavirostris
- Голуб каліфорнійський, Patagioenas fasciata
- Streptopelia roseogrisea (I) (A)
- Горлиця садова, Streptopelia decaocto (I) (A)
- Горличка-інка мексиканська, Columbina inca
- Талпакоті строкатоголовий, Columbina passerina
- Талпакоті малий, Columbina minuta
- Талпакоті коричневий, Columbina talpacoti
- Талпакоті сірий, Claravis pretiosa
- Paraclaravis mondetoura (A)
- Голубок бурий, Geotrygon montana
- Горличка білолоба, Leptotila verreauxi
- Голубок мексиканський, Zentrygon albifacies
- Zenaida asiatica
- Зенаїда північна, Zenaida macroura

## Зозулеподібні(Cuculiformes)
Родина: Зозулеві (Cuculidae)
- Ані малий, Crotophaga sulcirostris
- Тахете, Tapera naevia
- Таязура-клинохвіст велика, Dromococcyx phasianellus
- Таязура руда, Morococcyx erythropygus
- Таязура-подорожник мала, Geococcyx velox
- Піая велика, Piaya cayana
- Кукліло північний, Coccyzus americanus
- Кукліло мангровий, Coccyzus minor
- Кукліло чорнодзьобий, Coccyzus erythropthalmus

## Дрімлюгоподібні(Caprimulgiformes)
Родина: Дрімлюгові (Caprimulgidae)
- Анаперо малий, Chordeiles acutipennis
- Анаперо віргінський, Chordeiles minor (A)
- Пораке рудощокий, Nyctidromus albicollis
- Дрімлюга каролінський, Antrostomus carolinensis  NT
- Тукухіло, Antrostomus ridgwayi (A)
- Дрімлюга канадський, Antrostomus vociferus  NT
- Дрімлюга мексиканський, Antrostomus arizonae

Родина: Потуєві (Nyctibiidae)
- Поту ямайський, Nyctibius jamaicensis

## Серпокрильцеподібні(Apodiformes)
Родина: Серпокрильцеві (Apodidae)
- Свіфт західний, Cypseloides niger  VU
- Свіфт рудошиїй, Streptoprocne rutila
- Свіфт болівійський, Streptoprocne zonaris
- Голкохвіст східний, Chaetura pelagica (A)  VU
- Голкохвіст сірочеревий, Chaetura vauxi (A)
- Серпокрилець білогорлий, Aeronautes saxatalis
- Серпокрилець-вилохвіст малий, Panyptila cayennensis (A)
- Серпокрилець-вилохвіст великий, Panyptila sanctihieronymi

Родина: Колібрієві (Trochilidae)
- Колібрі-якобін синьоголовий, Florisuga mellivora (A)
- Колібрі бурий, Colibri delphinae (A)
- Колібрі зелений, Colibri thalassinus
- Колібрі-манго зеленогрудий, Anthracothorax prevostii
- Колібрі-герцог північний, Eugenes fulgens
- Колібрі-ангел синьоголовий, Heliomaster longirostris
- Колібрі-ангел біловусий, Heliomaster constantii
- Колібрі-самоцвіт зеленогорлий, Lampornis viridipallens
- Колібрі-самоцвіт аметистовологорлий, Lampornis amethystinus
- Колібрі багряногорлий, Lamprolaima rhami
- Колібрі-вилохвіст сальвадорський, Doricha enicura (A)
- Колібрі строкатохвостий, Tilmatura dupontii
- Колібрі рубіновогорлий, Archilochus colubris
- Колібрі-крихітка широкохвостий, Selasphorus platycercus (A)
- Колібрі-ельф гватемальський, Selasphorus ellioti
- Колібрі-смарагд червонодзьобий, Cynanthus canivetii (A)
- Колібрі-сапфір мексиканський, Basilinna leucotis
- Колібрі-шаблекрил рудий, Pampa rufa
- Колібрі малахітовий, Abeillia abeillei
- Колібрі-шаблекрил фіолетовий, Campylopterus hemileucurus
- Агиртрія блакитноголова, Saucerottia cyanocephala
- Амазилія-берил рудокрила, Saucerottia beryllina
- Амазилія-берил синьохвоста, Saucerottia cyanura (A)
- Амазилія руда, Amazilia rutila
- Агиртрія гватемальська, Chlorestes candida
- Колібрі-сапфір рудохвостий, Chlorestes eliciae

## Журавлеподібні(Gruiformes)
Родина: Пастушкові (Rallidae)
- Пастушок строкатий, Pardirallus maculatus (A)
- Пастушок гвіанський, Aramides axillaris
- Пастушок болотяний, Aramides albiventris
- Пастушок-тріскунець, Rallus longirostris
- Погонич каролінський, Porzana carolina
- Курочка латиноамериканська, Gallinula galeata
- Лиска американська, Fulica americana
- Porphyrio martinicus
- Погонич жовтоволий, Laterallus flaviventer (A)
- Погонич рудий, Laterallus ruber

Родина: Лапчастоногові (Heliornithidae)
- Лапчастоніг неотропічний, Heliornis fulica (A)

Родина: Арамові (Aramidae)
- Арама, Aramus guarauna

## Сивкоподібні(Charadriiformes)
Родина: Лежневі (Burhinidae)
- Лежень американський, Burhinus bistriatus

Родина: Чоботарові (Recurvirostridae)
- Himantopus mexicanus
- Чоботар американський, Recurvirostra americana (A)

Родина: Куликосорокові (Haematopodidae)
- Кулик-сорока американський, Haematopus palliatus

Родина: Сивкові (Charadriidae)
- Чайка чилійська, Vanellus chilensis (A)
- Сивка морська, Pluvialis squatarola
- Сивка американська, Pluvialis dominica
- Пісочник крикливий, Charadrius vociferus
- Пісочник канадський, Charadrius semipalmatus
- Пісочник довгодзьобий, Charadrius wilsonia
- Пісочник пампасовий, Charadrius collaris
- Пісочник американський, Charadrius nivosus  NT

Родина: Яканові (Jacanidae)
- Якана жовтолоба, Jacana spinosa

Родина: Баранцеві (Scolopacidae)
- Бартрамія, Bartramia longicauda
- Кульон середній, Numenius phaeopus
- Кульон американський, Numenius americanus
- Грицик канадський, Limosa haemastica (A)
- Грицик чорнохвостий, Limosa fedoa
- Крем'яшник звичайний, Arenaria interpres
- Побережник ісландський, Calidris canutus  NT
- Побережник американський, Calidris virgata
- Брижач, Calidris pugnax (A)
- Побережник довгоногий, Calidris himantopus
- Побережник білий, Calidris alba
- Побережник чорногрудий, Calidris alpina (A)
- Побережник канадський, Calidris bairdii (A)
- Побережник-крихітка, Calidris minutilla
- Побережник білогрудий, Calidris fuscicollis (A)
- Жовтоволик, Calidris subruficollis (A)  NT
- Побережник арктичний, Calidris melanotos
- Побережник довгопалий, Calidris pusilla  NT
- Побережник аляскинський, Calidris mauri
- Неголь короткодзьобий, Limnodromus griseus
- Неголь довгодзьобий, Limnodromus scolopaceus
- Gallinago delicata
- Набережник плямистий, Actitis macularius
- Коловодник малий, Tringa solitaria
- Коловодник аляскинський, Tringa incana
- Коловодник жовтоногий, Tringa flavipes
- Коловодник американський, Tringa semipalmata
- Коловодник строкатий, Tringa melanoleuca
- Плавунець довгодзьобий, Phalaropus tricolor
- Плавунець круглодзьобий, Phalaropus lobatus (A)
- Плавунець плоскодзьобий, Phalaropus fulicarius (A)

Родина: Поморникові (Stercorariidae)
- Поморник середній, Stercorarius pomarinus
- Поморник короткохвостий, Stercorarius parasiticus
- Поморник довгохвостий, Stercorarius longicaudus (A)

Родина: Мартинові (Laridae)
- Мартин вилохвостий, Xema sabini
- Мартин канадський, Chroicocephalus philadelphia (A)
- Leucophaeus atricilla
- Мартин ставковий, Leucophaeus pipixcan
- Мартин делаверський, Larus delawarensis (A)
- Мартин каліфорнійський, Larus californicus (A)
- Мартин американський, Larus smithsonianus
- Мартин чорнокрилий, Larus fuscus (A)
- Мартин берингійський, Larus glaucescens (A)
- Мартин домініканський, Larus dominicanus (A)
- Крячок бурий, Anous stolidus (A)
- Крячок строкатий, Onychoprion fuscatus (A)
- Крячок бурокрилий, Onychoprion anaethetus (A)
- Крячок карибський, Sternula antillarum
- Крячок чорнодзьобий, Gelochelidon nilotica
- Крячок каспійський, Hydroprogne caspia
- Крячок чорний, Chlidonias niger
- Крячок рожевий, Sterna dougallii (A)
- Крячок річковий, Sterna hirundo
- Крячок полярний, Sterna paradisaea (A)
- Крячок неоарктичний, Sterna forsteri
- Крячок королівський, Thalasseus maximus
- Крячок рябодзьобий, Thalasseus sandvicensis
- Крячок каліфорнійський, Thalasseus elegans  NT
- Водоріз американський, Rynchops niger

## Фаетоноподібні(Phaethontiformes)
Родина: Фаетонові (Phaethontidae)
- Фаетон червонодзьобий, Phaethon aethereus

## Пінгвіноподібні(Sphenisciformes)
Родина: Пінгвінові (Spheniscidae)
- Пінгвін магеланський, Spheniscus magellanicus (A)

## Буревісникоподібні(Procellariiformes)
Родина: Качуркові (Hydrobatidae)
- Качурка північна, Hydrobates leucorhous (A)  VU
- Качурка галапагоська, Hydrobates tethys (A)
- Качурка чорна, Hydrobates melania
- Качурка каліфорнійська, Hydrobates microsoma

Родина: Буревісникові (Procellariidae)
- Тайфунник галапагоський, Pterodroma phaeopygia (A)  CR
- Тайфунник таїтійський, Pseudobulweria rostrata (A)  NT
- Буревісник чорний, Procellaria parkinsoni (A)  VU
- Буревісник клинохвостий, Ardenna pacificus
- Буревісник сивий, Ardenna griseus (A)  NT
- Буревісник рожевоногий, Ardenna creatopus (A)  VU
- Буревісник острівний, Puffinus nativitatis (A)
- Буревісник галапагоський, Puffinus subalaris (A)
- Буревісник гавайський, Puffinus auricularis (A)  CR
- Буревісник молокайський, Puffinus newelli (A)  CR
- Буревісник каліфорнійський, Puffinus opisthomelas (A)  NT
- Буревісник екваторіальний, Puffinus lherminieri

## Лелекоподібні(Ciconiiformes)
Родина: Лелекові (Ciconiidae)
- Ябіру неотропічний, Jabiru mycteria (A)
- Міктерія, Mycteria americana

## Сулоподібні(Suliformes)
Родина: Фрегатові (Fregatidae)
- Фрегат карибський, Fregata magnificens

Родина: Сулові (Sulidae)
- Сула жовтодзьоба, Sula dactylatra (A)
- Сула насканська, Sula granti
- Сула блакитнонога, Sula nebouxii
- Сула білочерева, Sula leucogaster
- Сула червононога, Sula sula (A)

Родина: Змієшийкові (Anhingidae)
- Змієшийка американська, Anhinga anhinga

Родина: Бакланові (Phalacrocoracidae)
- Баклан бразильський, Nannopterum brasilianum

## Пеліканоподібні(Pelecaniformes)
Родина: Пеліканові (Pelecanidae)
- Пелікан рогодзьобий, Pelecanus erythrorhynchos
- Пелікан бурий, Pelecanus occidentalis
- Пелікан перуанський, Pelecanus thagus (A)

Родина: Чаплеві (Ardeidae)
- Бугай строкатий, Botaurus pinnatus
- Бугай американський, Botaurus lentiginosus (A)
- Бугайчик американський, Ixobrychus exilis
- Бушля мексиканська, Tigrisoma mexicanum
- Чапля північна, Ardea herodias
- Чепура велика, Ardea alba
- Чепура американська, Egretta thula
- Чепура блакитна, Egretta caerulea
- Чепура трибарвна, Egretta tricolor
- Чепура рудошия, Egretta rufescens  NT
- Чапля єгипетська, Bubulcus ibis
- Чапля зелена, Butorides virescens
- Агамія, Agamia agami (A)  VU
- Квак звичайний, Nycticorax nycticorax
- Квак чорногорлий, Nyctanassa violacea
- Квак широкодзьобий, Cochlearius cochlearius

Родина: Ібісові (Threskiornithidae)
- Ібіс білий, Eudocimus albus
- Коровайка бура, Plegadis falcinellus (A)
- Коровайка американська, Plegadis chihi (A)
- Косар рожевий, Platalea ajaja

## Катартоподібні(Cathartiformes)
Родина: Катартові (Cathartidae)
- Кондор королівський, Sarcoramphus papa
- Урубу, Coragyps atratus
- Катарта червоноголова, Cathartes aura
- Катарта саванова, Cathartes burrovianus

## Яструбоподібні(Accipitriformes)
Родина: Скопові (Pandionidae)
- Скопа, Pandion haliaetus

Родина: Яструбові (Accipitridae)
- Шуліка-крихітка, Gampsonyx swainsonii (A)
- Шуліка білохвостий, Elanus leucurus
- Chondrohierax uncinatus
- Шуляк каєнський, Leptodon cayanensis
- Elanoides forficatus (A)
- Гарпія велика, Harpia harpyja  NT  (знищений)[1]
- Spizaetus tyrannus
- Spizaetus ornatus (A)  NT
- Harpagus bidentatus
- Лунь американський, Circus hudsonius
- Яструб неоарктичний, Accipiter striatus
- Яструб чорноголовий, Accipiter cooperii
- Ictinia mississippiensis
- Ictinia plumbea
- Канюк-рибалка, Busarellus nigricollis
- Geranospiza caerulescens
- Шуліка-слимакоїд червоноокий, Rostrhamus sociabilis
- Buteogallus anthracinus
- Buteogallus urubitinga
- Buteogallus solitarius (A)  NT
- Канюк великодзьобий, Rupornis magnirostris
- Канюк пустельний, Parabuteo unicinctus
- Канюк білохвостий, Geranoaetus albicaudatus
- Pseudastur albicollis
- Buteo plagiatus
- Канюк ширококрилий, Buteo platypterus
- Buteo brachyurus
- Канюк прерієвий, Buteo swainsoni
- Buteo albonotatus
- Канюк неоарктичний, Buteo jamaicensis

## Совоподібні(Strigiformes)
Родина: Сипухові (Tytonidae)
- Сипуха крапчаста, Tyto alba

Родина: Совові (Strigidae)
- Сплюшка канадська, Psiloscops flammeolus
- Сплюшка вусата, Megascops trichopsis
- Сплюшка мангрова, Megascops cooperi
- Сова-рогань бура, Lophostrix cristata (A)
- Сова вохристочерева, Pulsatrix perspicillata
- Пугач віргінський, Bubo virginianus
- Сичик-горобець гватемальський, Glaucidium cobanense (A)
- Сичик-горобець рудий, Glaucidium brasilianum
- Сич американський, Athene cunicularia (A)
- Сова-лісовик бура, Ciccaba virgata
- Сова-лісовик строката, Ciccaba nigrolineata (A)
- Сова чіяпська, Strix fulvescens
- Сова-крикун, Asio clamator (A)
- Сич білобровий, Aegolius ridgwayi (A)

## Трогоноподібні(Trogoniformes)
Родина: Трогонові (Trogonidae)
- Трогон чорноволий, Trogon melanocephalus
- Трогон синьоголовий, Trogon caligatus
- Трогон ошатноперий, Trogon elegans
- Трогон гірський, Trogon mexicanus (A)
- Трогон темноволий, Trogon collaris
- Квезал довгохвостий, Pharomachrus mocinno  NT

## Сиворакшоподібні(Coraciiformes)
Родина: Момотові (Momotidae)
- Момот малий, Hylomanes momotula
- Момот блакитногорлий, Aspatha gularis
- Momotus lessonii
- Момот рудочеревий, Eumomota superciliosa

Родина: Рибалочкові (Alcedinidae)
- Рибалочка-чубань неотропічний, Megaceryle torquata
- Рибалочка-чубань північний, Megaceryle alcyon
- Рибалочка амазонійський, Chloroceryle amazona
- Рибалочка карликовий, Chloroceryle aenea
- Рибалочка зелений, Chloroceryle americana

## Дятлоподібні(Piciformes)
Родина: Лінивкові (Bucconidae)
- Лінивка-строкатка білошия, Notharchus hyperrhynchus (A)

Родина: Туканові (Ramphastidae)
- Тукан оливковоголовий, Aulacorhynchus prasinus
- Аракарі плямистоволий, Pteroglossus torquatus

Родина: Дятлові (Picidae)
- Гіла чорновола, Melanerpes formicivorus
- Melanerpes hoffmannii (A)
- Melanerpes aurifrons
- Дятел-смоктун жовточеревий, Sphyrapicus varius
- Dryobates scalaris (A)
- Дятел волохатий, Dryobates villosus
- Dryobates fumigatus (A)
- Piculus rubiginosus
- Декол золотистий, Colaptes auratus
- Dryocopus lineatus
- Campephilus guatemalensis

## Соколоподібні(Falconiformes)
Родина: Соколові (Falconidae)
- Макагуа, Herpetotheres cachinnans
- Рарія бразильська, Micrastur ruficollis
- Рарія білошия, Micrastur semitorquatus
- Каракара аргентинська, Caracara plancus
- Хімахіма, Milvago chimachima (A)
- Боривітер американський, Falco sparverius
- Підсоколик малий, Falco columbarius
- Сокіл мексиканський, Falco femoralis (A)
- Підсоколик смугастогрудий, Falco rufigularis
- Сапсан, Falco peregrinus

## Папугоподібні(Psittaciformes)
Родина: Папугові (Psittacidae)
- Аратинга мексиканський, Eupsittula canicularis
- Араканга, Ara macao (A) (знищений)[2]
- Аратинга червоногорлий, Psittacara rubritorquis
- Аратинга гватемальський, Psittacara strenuus
- Аратинга червонолобий, Psittacara finschi (A)
- Катіта панамський, Bolborhynchus lineola
- Тіріка буроплечий, Brotogeris jugularis
- Амазон білолобий, Amazona albifrons
- Амазон жовтощокий, Amazona autumnalis (A)
- Amazona auropalliata  VU

## Горобцеподібні(Passeriformes)
Родина: Манакінові (Pipridae)
- Манакін-червононіг північний, Chiroxiphia linearis
- Манакін мексиканський, Ceratopipra mentalis (A)

Родина: Бекардові (Tityridae)
- Бекарда маскова, Tityra semifasciata
- Бекард сосновий, Pachyramphus major
- Бекард великий, Pachyramphus aglaiae
- Віялочуб північний, Onychorhynchus mexicanus (A)

Родина: Тиранові (Tyrannidae)
- Лопатодзьоб північний, Platyrinchus cancrominus
- Тиранчик-мухолюб вохристий, Mionectes oleagineus
- Криводзьоб північний, Oncostoma cinereigulare
- Мухолов-клинодзьоб сірий, Todirostrum cinereum
- Пікоплано панамський, Rhynchocyclus brevirostris
- Мухоїд світлогорлий, Tolmomyias sulphurescens
- Тиранчик-тонкодзьоб північний, Camptostoma imberbe
- Тиранець зелений, Myiopagis viridicata
- Еленія жовточерева, Elaenia flavogaster
- Еленія гірська, Elaenia frantzii
- Тиран-малюк північний, Zimmerius vilissimus
- Атіла золотогузий, Attila spadiceus
- Копетон темноголовий, Myiarchus tuberculifer
- Копетон світлочеревий, Myiarchus cinerascens (A)
- Копетон світлогорлий, Myiarchus nuttingi
- Копетон чубатий, Myiarchus crinitus
- Копетон блідий, Myiarchus tyrannulus
- Pitangus sulphuratus
- Пітанга-великодзьоб, Megarynchus pitangua
- Бієнтевіо червоноголовий, Myiozetetes similis
- Тиран жовточеревий, Myiodynastes luteiventris
- Тиран тропічний, Tyrannus melancholicus
- Тиран-крикун, Tyrannus vociferans (A)
- Тиран західний, Tyrannus verticalis
- Тиран королівський, Tyrannus tyrannus
- Тиран сірий, Tyrannus dominicensis (A)
- Тиран мексиканський, Tyrannus forficatus
- Москверо-чубань рудоволий, Xenotriccus callizonus (A)
- Монудо рудий, Mitrephanes phaeocercus (A)
- Піві північний, Contopus cooperi  NT
- Піві великий, Contopus pertinax
- Піві бурий, Contopus sordidulus
- Піві лісовий, Contopus virens
- Піві сірий, Contopus cinereus
- Піві-малюк жовточеревий, Empidonax flaviventris
- Піві-малюк оливковий, Empidonax virescens
- Піві-малюк вільховий, Empidonax alnorum
- Піві-малюк вербовий, Empidonax traillii
- Піві-малюк світлогорлий, Empidonax albigularis (A)
- Піві-малюк сизий, Empidonax minimus
- Піві-малюк ялиновий, Empidonax hammondii
- Піві-малюк золотистий, Empidonax flavescens
- Піві-малюк вохристий, Empidonax fulvifrons (A)
- Sayornis nigricans
- Pyrocephalus rubinus (A)

Родина: Сорокушові (Thamnophilidae)
- Сорокуш смугастий, Thamnophilus doliatus

Родина: Grallariidae
- Мурашниця гватемальська, Grallaria guatimalensis

Родина: Горнерові (Furnariidae)
- Листовик рудогорлий, Sclerurus mexicanus
- Дереволаз оливковий, Sittasomus griseicapillus
- Грімпар рудий, Dendrocincla homochroa
- Дереволаз-долотодзьоб, Glyphorynchus spirurus (A)
- Дереволаз північний, Dendrocolaptes sanctithomae
- Дереволаз строкатощокий, Dendrocolaptes picumnus (A)
- Дереволаз-міцнодзьоб середній, Xiphocolaptes promeropirhynchus
- Кокоа північний, Xiphorhynchus susurrans (A)
- Кокоа мексиканський, Xiphorhynchus flavigaster
- Кокоа плямистий, Xiphorhynchus erythropygius
- Дереволаз строкатоголовий, Lepidocolaptes souleyetii
- Дереволаз плямистолобий, Lepidocolaptes affinis
- Тікотіко бурохвостий, Anabacerthia variegaticeps
- Філідор-лісовик іржастий, Clibanornis rubiginosus
- Пію мексиканський, Synallaxis erythrothorax

Родина: Віреонові (Vireonidae)
- Віреон рудобровий, Cyclarhis gujanensis
- Віреон зелений, Vireolanius pulchellus
- Віреончик білочеревий, Pachysylvia decurtata
- Віреон білоокий, Vireo griseus
- Віреон мангровий, Vireo pallens
- Віреон короткокрилий, Vireo bellii (A)
- Віреон жовтогорлий, Vireo flavifrons
- Віреон сизоголовий, Vireo solitarius
- Віреон попелястий, Vireo plumbeus (A)
- Віреон цитриновий, Vireo philadelphicus
- Віреон світлобровий, Vireo gilvus
- Віреон андійський, Vireo leucophrys
- Віреон червоноокий, Vireo olivaceus
- Віреон білочеревий, Vireo flavoviridis

Родина: Воронові (Corvidae)
- Гагер чорногорлий, Cyanolyca pumilo (A)
- Сойка білогорла, Calocitta formosa
- Пая бура, Psilorhinus morio (A)
- Пая кучерява, Cyanocorax melanocyaneus
- Сизойка чорноголова, Cyanocitta stelleri
- Сойка однобарвна, Aphelocoma unicolor
- Крук звичайний, Corvus corax

Родина: Ластівкові (Hirundinidae)
- Ластівка берегова, Riparia riparia
- Білозорка річкова, Tachycineta bicolor
- Білозорка фіолетова, Tachycineta thalassina
- Tachycineta albilinea
- Ластовиця чорноголова, Atticora pileata
- Ластівка північна, Stelgidopteryx serripennis
- Щурик пурпуровий, Progne subis (A)
- Щурик сірогорлий, Progne chalybea
- Ластівка сільська, Hirundo rustica
- Ясківка білолоба, Petrochelidon pyrrhonota
- Ясківка печерна, Petrochelidon fulva

Родина: Омелюхові (Bombycillidae)
- Омелюх американський, Bombycilla cedrorum

Родина: Підкоришникові (Certhiidae)
- Підкоришник американський, Certhia americana

Родина: Комароловкові (Polioptilidae)
- Комароловка довгодзьоба, Ramphocaenus melanurus
- Комароловка сиза, Polioptila caerulea (A)
- Комароловка білощока, Polioptila albiloris

Родина: Воловоочкові (Troglodytidae)
- Орішець скельний, Salpinctes obsoletus
- Волоочко співоче, Troglodytes aedon
- Волоочко рудоброве, Troglodytes rufociliatus
- Овад річковий, Cistothorus platensis (A)
- Різжак тигровий, Campylorhynchus zonatus
- Різжак рудоспинний, Campylorhynchus capistratus
- Поплітник плямистий, Pheugopedius maculipectus
- Поплітник іржастий, Thryophilus rufalbus
- Поплітник коста-риканський, Thryophilus pleurostictus
- Поплітник садовий, Cantorchilus modestus
- Поплітник панамський, Cantorchilus elutus (A)
- Тріщук сіроволий, Henicorhina leucophrys

Родина: Пересмішникові (Mimidae)
- Пересмішник білочеревий, Melanotis hypoleucus
- Пересмішник сірий, Dumetella carolinensis (A)
- Пересмішник сивий, Mimus gilvus
- Пересмішник багатоголосий, Mimus polyglottos (A)

Родина: Пронуркові (Cinclidae)
- Пронурок сірий, Cinclus mexicanus (A)

Родина: Дроздові (Turdidae)
- Блакитник східний, Sialia sialis
- Солітаріо бронзовокрилий, Myadestes occidentalis
- Солітаріо сірий, Myadestes unicolor
- Дрізд-короткодзьоб південний, Catharus aurantiirostris
- Дрізд-короткодзьоб гірський, Catharus frantzii
- Дрізд-короткодзьоб строкатогрудий, Catharus dryas
- Дрізд-короткодзьоб бурий, Catharus fuscescens (A)
- Дрізд-короткодзьоб Свенсона, Catharus ustulatus
- Дрізд-короткодзьоб плямистоволий, Catharus guttatus (A)
- Дрізд лісовий, Hylocichla mustelina  NT
- Дрізд сальвадорський, Turdus infuscatus
- Дрізд панамський, Turdus plebejus
- Дрізд бронзовий, Turdus grayi
- Дрізд білогорлий, Turdus assimilis
- Дрізд рудошиїй, Turdus rufitorques
- Квічаль мексиканський, Ridgwayia pinicola (A)

Родина: Окотерові (Peucedramidae)
- Окотеро, Peucedramus taeniatus

Родина: Астрильдові (Estrildidae)
- Мунія трибарвна, Lonchura malacca (I)

Родина: Горобцеві (Passeridae)
- Горобець хатній, Passer domesticus (I)

Родина: Плискові (Motacillidae)
- Щеврик американський, Anthus rubescens (A)

Родина: В'юркові (Fringillidae)
- Гутурама гондураська, Chlorophonia elegantissima
- Органіст зеленобокий, Chlorophonia occipitalis
- Гутурама чагарникова, Euphonia affinis
- Гутурама узлісна, Euphonia hirundinacea
- Кіпаль чорноголовий, Hesperiphona abeillei
- Шишкар ялиновий, Loxia curvirostra
- Spinus notatus
- Чиж малий, Spinus psaltria

Родина: Passerellidae
- Зеленник мінливобарвний, Chlorospingus flavopectus
- Чінголо широкобровий, Peucaea ruficauda
- Багновець прерієвий, Ammodramus savannarum
- Потюк, Chondestes grammacus (A)
- Карнатка білоброва, Spizella passerina
- Заросляк каштановоголовий, Arremon brunneinucha
- Бруант рудошиїй, Zonotrichia capensis
- Вівсянка саванова, Passerculus sandwichensis
- Пасовка вохриста, Melospiza lincolnii
- Чіапа жовтошия, Melozone leucotis
- Чіапа рудощока, Melozone biarcuata
- Пінсон рудий, Aimophila rufescens
- Заросляк великий, Atlapetes albinucha

Родина: Icteriidae
- Іктерія, Icteria virens

Родина: Трупіалові (Icteridae)
- Шпаркос східний, Sturnella magna  NT
- Шпаркос савановий, Leistes militaris (A)
- Касик жовтодзьобий, Amblycercus holosericeus
- Касик мексиканський, Cassiculus melanicterus (A)
- Конота товстодзьоба, Psarocolius wagleri
- Конота панамська, Psarocolius montezuma (A)
- Трупіал чорногузий, Icterus wagleri
- Трупіал жовточеревий, Icterus maculialatus
- Трупіал садовий, Icterus spurius
- Трупіал чорнокрилий, Icterus chrysater
- Трупіал вогнистоголовий, Icterus pustulatus
- Трупіал золотощокий, Icterus bullockii (A)
- Трупіал плямистоволий, Icterus pectoralis
- Трупіал чорноволий, Icterus gularis
- Трупіал балтиморський, Icterus galbula
- Еполетник червоноплечий, Agelaius phoeniceus
- Вашер червоноокий, Molothrus aeneus
- Вашер великий, Molothrus oryzivorus (A)
- Трупіал-чернець галасливий, Dives dives
- Гракл великохвостий, Quiscalus mexicanus

Родина: Піснярові (Parulidae)
- Смугастоволець оливковий, Seiurus aurocapilla
- Пісняр-борсучок, Helmitheros vermivorum
- Смугастоволець білобровий, Parkesia motacilla
- Смугастоволець річковий, Parkesia noveboracensis
- Червоїд золотокрилий (Vermivora chrysoptera)  NT
- Червоїд жовтоголовий, Vermivora cyanoptera
- Пісняр строкатий, Mniotilta varia
- Пісняр жовтий, Protonotaria citrea (A)
- Пісняр бурий, Limnothlypis swainsonii (A)
- Пісняр мексиканський, Oreothlypis superciliosa
- Червоїд світлобровий, Leiothlypis peregrina
- Червоїд оливковий, Leiothlypis celata (A)
- Червоїд сіроголовий, Leiothlypis ruficapilla
- Жовтогорлик сіроголовий, Geothlypis poliocephala
- Цитринка західна, Geothlypis tolmiei
- Цитринка чорновола, Geothlypis philadelphia
- Цитринка жовтогорла, Geothlypis formosa
- Жовтогорлик північний, Geothlypis trichas
- Болотянка чорногорла, Setophaga citrina
- Пісняр горихвістковий, Setophaga ruticilla
- Пісняр-лісовик рудощокий, Setophaga tigrina
- Пісняр північний, Setophaga americana
- Пісняр тропічний, Setophaga pitiayumi (A)
- Пісняр-лісовик канадський, Setophaga magnolia
- Пісняр-лісовик каштановий, Setophaga castanea (A)
- Пісняр-лісовик рудоволий, Setophaga fusca
- Пісняр-лісовик золотистий, Setophaga petechia
- Пісняр-лісовик рудобокий, Setophaga pensylvanica
- Пісняр-лісовик сизий, Setophaga caerulescens (A)
- Пісняр-лісовик рудоголовий, Setophaga palmarum (A)
- Пісняр-лісовик жовтогузий, Setophaga coronata
- Пісняр-лісовик чорнощокий, Setophaga dominica
- Пісняр-лісовик прерієвий, Setophaga discolor (A)
- Пісняр-лісовик південний, Setophaga graciae
- Пісняр-лісовик західний, Setophaga townsendi
- Пісняр-лісовик жовтоголовий, Setophaga occidentalis
- Пісняр-лісовик золотощокий, Setophaga chrysoparia  EN
- Пісняр-лісовик чорногорлий, Setophaga virens
- Пісняр-віялохвіст, Basileuterus lachrymosus
- Basileuterus delattrii
- Коронник золотобровий, Basileuterus belli
- Коронник малий, Basileuterus culicivorus
- Болотянка строкатовола, Cardellina canadensis
- Болотянка мала, Cardellina pusilla
- Пісняр червонолобий, Cardellina rubrifrons
- Чернітка білокрила, Myioborus pictus
- Чернітка чорногорла, Myioborus miniatus

Родина: Кардиналові (Cardinalidae)
- Піранга сонцепера, Piranga flava
- Піранга пломениста, Piranga rubra
- Піранга кармінова, Piranga olivacea (A)
- Піранга жовтогуза, Piranga ludoviciana
- Піранга вогниста, Piranga bidentata
- Піранга білокрила, Piranga leucoptera
- Габія кармінова, Habia rubica
- Габія червоногорла, Habia fuscicauda
- Кардинал-довбоніс червоноволий, Pheucticus ludovicianus
- Семілеро синій, Amaurospiza concolor
- Лускар, Cyanocompsa parellina
- Скригнатка синя, Passerina caerulea
- Скригнатка індигова, Passerina cyanea
- Скригнатка райдужна, Passerina ciris
- Лускун, Spiza americana

Родина: Саякові (Thraupidae)
- Саяка блакитна, Thraupis episcopus
- Саяка жовтокрила, Thraupis abbas
- Шиферка андійська, Haplospiza rustica (A)
- Квіткокол садовий, Diglossa baritula
- Якарина, Volatinia jacarina
- Танагра-медоїд бірюзова, Cyanerpes cyaneus
- Потрост золотогорлий, Tiaris olivaceus
- Зерноїд бурогузий, Sporophila torqueola (A)
- Зерноїд білошиїй, Sporophila morelleti
- Зерноїд малий, Sporophila minuta
- Зернолуск чорноголовий, Saltator atriceps
- Зернолуск великий, Saltator maximus
- Saltator grandis